# Sabicea diversifolia
Sabicea diversifolia är en måreväxtart som beskrevs av Christiaan Hendrik Persoon. Sabicea diversifolia ingår i släktet Sabicea och familjen måreväxter.
Artens utbredningsområde är Madagaskar. Inga underarter finns listade i Catalogue of Life.